# 景净
景净，教名亞當（羅馬化：Adam），是唐代著名波斯景教翻译家，生活於公元八世紀，生卒年不详。

## 生平
景净在长安将530部梵文贝叶经书中的30部翻译了成汉文，包括《敬礼常明皇乐经》、《宣元至本经》、《志玄安乐经》、《天宝藏经》、《多惠圣王经》、《阿思瞿利容经》、《浑元经》、《通真经》、《宝明经》、《传化经》、《述略经》、《三际经》、《宁思经》、《宣义经》、《师利海经》、《宝路法王经》、《三威讚经》、《牟世法王经》、《伊利耶法王经》等。已故北京大学哲学系教授朱谦之根据《大秦景教流行中国碑》中的叙利亚文，认为景净是“真正中国景教的最高领袖……他是司铎兼省主教并中国总监督”。

景净还参与佛经的翻译；《大唐贞元续开元释教录》记载有大秦寺波斯僧景净曾和北天竺迦毕试国法师般若三藏合译佛经《六波罗密经》。